# Yōko Takahashi
Yōko Takahashi (jap. 高橋 洋子, Takahashi Yōko; * um 1935) ist eine japanische Badmintonspielerin. 

## Karriere
Yōko Takahashi wurde 1958 nationale Meisterin in Japan, wobei sie im Damendoppel mit Reiko Nakashima erfolgreich war. Ein weiterer Titelgewinn gelang beiden gemeinsam bei den japanischen Erwachsenenmeisterschaften des Jahres 1960. Bei letztgenannter Veranstaltung war Takahashi auch im Einzel erfolgreich.

## Sportliche Erfolge
| Saison | Veranstaltung                     | Disziplin   | Platz | Name                             |
| ------ | --------------------------------- | ----------- | ----- | -------------------------------- |
| 1958   | Japan: Einzelmeisterschaften      | Damendoppel | 1     | Reiko Nakashima / Yoko Takahashi |
| 1960   | Japan: Erwachsenenmeisterschaften | Damendoppel | 1     | Reiko Nakashima / Yoko Takahashi |
| 1960   | Japan: Erwachsenenmeisterschaften | Dameneinzel | 1     | Yoko Takahashi                   |

## Referenzen
- Japanische Badmintonmeisterschaften 1947–2004 (Memento vom 28. August 2007 im Internet Archive)
- Annual Handbook of the International Badminton Federation, London, 29. Auflage 1971, S. 222–223

| Personendaten    | Personendaten                 |
| ---------------- | ----------------------------- |
| NAME             | Takahashi, Yōko               |
| ALTERNATIVNAMEN  | 高橋 洋子 (japanisch)         |
| KURZBESCHREIBUNG | japanische Badmintonspielerin |
| GEBURTSDATUM     | um 1935                       |